# Tot Watchers
«Tot Watchers» (с англ. — «Няньки-сиделки; Образцовые няньки; Ангелы-хранители; Защитники младенца; Няньки поневоле») — американский мультфильм 1958 года, последняя из 114 «классических короткометражек» о приключениях Тома и Джерри. Последний мультфильм о Томе и Джерри, над которым работали его создатели: Уильям Ханна, Джозеф Барбера и Скотт Брэдли (не считая телевизионных сериалов «Шоу Тома и Джерри» и «Том и Джерри. Детские годы»). Премьерный показ состоялся 1 августа 1958 года, спустя год после того, как мультфильм был полностью готов. Мультфильм снят в формате CinemaScope. В «Busy Buddies» и «Tot Watchers» Том и Джерри дружат и вместе следят за непослушным малышом.

## Сюжет
Юная няня Джинни должна два часа следить за малышом, пока его мама уехала по делам. Однако девушка не уделяет никакого внимания ребёнку, и без конца болтает по телефону. Тем временем Том и Джерри заняты своими обычными делами: мышонок убегает, а кот его преследует. Однако им приходится отрываться от этого занятия: малыш всё время пытается вылезти из своей коляски и уползти прочь, и его приходится возвращать на место. В итоге ребёнок всё-таки сбегает из дома и оказывается на стройке, где ему каждую минуту грозит смертельная опасность. Том и Джерри объединяют свои усилия, чтобы вернуть малыша домой целым и невредимым. Тем временем няня обнаружила пропажу ребёнка и вызвала полицию. Усталые Том и Джерри приносят малыша в дом, но как раз их ложно обвиняют в его похищении и увозят в тюрьму. Впрочем им быстро верят, что ребёнок мог самостоятельно уползти на улицу, когда полицейский своими глазами видит того же малыша, снова сбежавшего от своей нерадивой нянечки.